# Montenegro nos Jogos Olímpicos de Inverno da Juventude de 2012
Montenegro participou dos Jogos Olímpicos de Inverno da Juventude de 2012, realizados em Innsbruck, na Áustria. A delegação nacional contou com um total de uma atleta, que disputou provas do esqui alpino.

## Esqui alpino
| Atleta           | Evento                  | Final     | Final     | Final   | Final |
| Atleta           | Evento                  | Descida 1 | Descida 2 | Total   | Pos.  |
| ---------------- | ----------------------- | --------- | --------- | ------- | ----- |
| Milena Radojičić | Slalom feminino         | 49.46     | 45.00     | 1:34.46 | 19    |
| Milena Radojičić | Slalom gigante feminino | 1:12.80   | 1:10.99   | 2:23.79 | 41    |